# Chu Hóa
Chu Hóa là một xã thuộc thành phố Việt Trì, tỉnh Phú Thọ, Việt Nam.
Chu Hóa là một trong những xã miền núi của thành phố Việt Trì, cách trung tâm thành phố khoảng 20 km²; xã có tổng số diện tích hơn 9,31 km², dân số 5.338 người, mật độ dân số đạt 573 người/km² (số liệu năm 2006), được chia làm 10 khu dân cư. Là một xã thuần nông với khoảng 70% dân cư sống bằng nghề nông.

## Kinh tế - xã hội
Là một xã cách xa trung tâm thành phố nhưng Chu Hóa có điều kiện giao thông khá thuận lợi, mặt đường đã cơ bản được cứng hóa, thuận tiện cho việc phát triển kinh tế- xã hội; đời sống nhân dân trong xã ngày càng phát triển ổn định, số hộ khá và giàu ngày một tăng, không còn hộ đói.
Nhiệm kỳ 2010-2015, cơ cấu kinh tế được chuyển dịch theo đúng hướng phát triển thương mại, kinh doanh dịch vụ. Công tác giải phóng mặt bằng thực hiện các dự án được nhân dân đồng tình ủng hộ và hoàn thành đúng tiến độ. Khiếu nại, kiến nghị trong nhân dân giảm nhiều so với nhiệm kỳ trước. Văn hóa – xã hội phát triển vững chắc theo hướng xã hội hóa. Hiện nay, 90% khu dân cư đạt khu dân cư văn hóa, tỷ lệ gia đình đạt văn hóa trên 94%. Thực hiện chương trình mục tiêu quốc gia xây dựng nông thôn mới, đến nay, xã đã đạt 12 tiêu chí. An ninh quốc phòng được giữ vững, trật tự an toàn xã hội được đảm bảo. Đời sống nhân dân được cải thiện và nâng lên cả về vật chất và tinh thần. Thu nhập bình quân trên đầu người đạt xấp xỉ 19 triệu đồng/năm. Cả ba cấp học từ mầm non đến trung học cơ sở của Chu Hóa đều đã đạt chuẩn quốc gia mức độ I.

## Di tích lịch sử
Năm 1947, trong hành trình di chuyển từ Thủ đô Hà Nội trở lại chiến khu Việt Bắc trong những ngày đầu của cuộc kháng chiến chống thực dân Pháp; sau 15 ngày ở và làm việc tại xã Cổ Tiết - huyện Tam Nông, chiều tối ngày 18 tháng 3, Chủ tịch Hồ Chí Minh rời xã Cổ Tiết, chuyển đến ở và làm việc tại nhà ông Nguyễn Văn Sỹ - xóm Hoè - thôn Chu Hóa - xã Chu Hoá - huyện Lâm Thao.
Trong thời gian 11 ngày ở Chu Hoá, từ ngày 19 đến ngày 29/3/1947, Chủ tịch Hồ Chí Minh đã ký 9 Sắc lệnh, soạn thảo nhiều văn kiện, viết nhiều thư, điện gửi cán bộ, chiến sĩ, nhân dân; tại đây, Người viết xong tác phẩm “Đời sống mới” làm tài liệu hướng dẫn và tuyên truyền cuộc vận động xây dựng nếp sống mới, ký bút danh là “Tân Sinh”, viết lời tựa: Hồ Chí Minh; chủ trì một số cuộc họp của Thường vụ Trung ương Đảng và Hội đồng Chính phủ; viết thư cảm ơn đồng bào và trịnh trọng hứa: “Chính phủ quyết làm tròn nhiệm vụ kháng chiến cứu quốc, quyết không phụ lòng trông cậy của quốc dân, và quyết tranh lấy quyền thống nhất và độc lập cho Tổ quốc”; viết thư gửi báo vệ Quốc Quân, nên rõ nhiệm vụ của tờ báo là nâng cao tinh thần và kỷ luật cho bộ đội, giáo dục bộ đội thực hiện 12 điều kỷ luật được Người nêu cụ thể trong thư; gửi điện biểu dương tinh thần bền bỉ hy sinh chiến đấu của đồng bào Nam Bộ và Miền Nam trung bộ, nhân dịp 100 ngày toàn quốc kháng chiến…
19 giờ ngày 29/3/1947, Chủ tịch Hồ Chí Minh cùng tiểu đội vũ trang tuyên truyền gồm 8 đồng chí: “Trường - Kỳ - Kháng - Chiến - Nhất - Định - Thắng - Lợi” rời xã Chu Hóa theo đường quốc lộ số 2 qua Tiên Kiên, Phú Lộc, Phú Hộ, Chân Mộng trên quãng đường dài gần 50 km, đến địa điểm mới là xã Yên Kiện (huyện Đoan Hùng) lúc 17 giờ ngày 30/3/1947. 
Đã hơn 60 năm trôi qua, di tích lưu niệm Chủ tịch Hồ Chí Minh ở Chu Hóa không còn nguyên vẹn như thời gian Người sống ở đây. Do trải qua nhiều biến động của lịch sử, chủ nhân của ngôi nhà ông Nguyễn Văn Sỹ cũng thay đổi, nên sự biến dạng của di tích không tránh khỏi. Mặc dù đã thay đổi nhiều, nhưng địa điểm di tích nơi Chủ tịch Hồ Chí Minh đã ở và làm việc năm xưa vẫn được các thế hệ người dân Chu Hóa trân trọng gìn giữ với những dấu tích: Con đường mòn qua đồi năm xưa Bác đã đi vẫn rợp bóng những cây sở cổ thụ, những rặng tre già, hầm trú ẩn vẫn còn vết đất cũ…Di tích lưu niệm Chủ tịch Hồ Chí Minh xã Chu Hóa hiện đang lưu giữ được một số các tài liệu, văn kiện, Sắc lệnh, thư điện mà Chủ tịch Hồ Chí Minh đã soạn thảo, công bố và một số hiện vật là những đồ dùng của gia đình ông Nguyễn Văn Sỹ: Đôi chõng tre, chiếc mâm bồng, sập gỗ... Tất cả đã góp phần tái hiện lại thời gian Hồ Chủ tịch đã ở và làm việc tại Chu Hóa.